# Спейкерман, Хенни
Хенни Спейкерман (нидерл. Hennie Spijkerman; 28 октября 1950, Зволле, Нидерланды) — нидерландский футболист, тренер.

## Клубная карьера
Хенни начал свою футбольную карьеру в своем родном городе Зволле, где стал заниматься в юношеской команде «Зволле» в возрасте 6 лет. Дебютировал в качестве вратаря основного состава клуба в сезоне 1968/69 и сыграл 12 матчей за свою домашнюю команду. В следующем году Хенни присоединился к «Гоу Эхед Иглз» в Девентере, играющем в голландской Эредивизи. Также в том сезоне команда сыграла в Кубке обладателей кубков c «Селтик». Отыграв восемь сезонов в клубе, завершил карьеру и был назначен ассистентом главного тренера Йопа Бранда.